# Phyllosticta capitalensis
Phyllosticta capitalensis är en svampart som beskrevs av Henn. 1908. Phyllosticta capitalensis ingår i släktet Phyllosticta och familjen Botryosphaeriaceae.   Inga underarter finns listade i Catalogue of Life.